# Министерство национальной обороны Канады
Министе́рство национа́льной оборо́ны (МНО, англ. Department of National Defence, DND, фр. Ministère de la Défense nationale) — министерство Правительства Канады, отвечающее за все вопросы, связанные с обороной Канады. 
Кроме гражданского персонала, МНО также включает в себя военнослужащих вооружённых сил Канады, известных как Канадские вооружённые силы, которые составляют примерно 2/3 штата министерства.

## История
Министерство национальной обороны было образовано в 1946 — 1947 годы путём слияния министерств армии, авиации и флота.
МНО — крупнейшее федеральное министерство по числу занятых и бюджету: в регулярных Канадских вооружённых силах насчитывается 65 000 членов, в основном резерве Канадских вооружённых сил — 26 000 членов и гражданских служащих МНО — примерно 29 000 человек. Планированные расходы министерства на 2008—2009 годы составляли 19,5 миллиарда канадских долларов. 
В 2006 году правительство объявило о программе капитальных проектов на 17 млрд долларов.
До реорганизации федерального правительства в декабре 2003 года МНО с помощью Службы критической инфраструктуры и подготовки к аварийным ситуациям занималось подготовкой к аварийным ситуациям в Канаде. МНО также отвечает за Институт коммуникационной безопасности — организацию, штат которой наполовину состоит из гражданских и военнослужащих.
МНО руководит министр национальной обороны. Оно расположено в штабе национальной обороны в Оттаве.